# Каравастая (озеро)
Каравастая (Каравастасе, алб. Laguna e Karavastasë) — крупнейшее солёное озеро-лагуна в Албании и одно из крупнейших в Адриатическом море. Отделено от одноимённой бухты Адриатического моря большой полосой песка. Озеро-лагуна является частью национального парка Дивьяка — Караваста. Признано территорией международного значения, охраняемой Рамсарской конвенцией с 29 ноября 1995 года.

## География

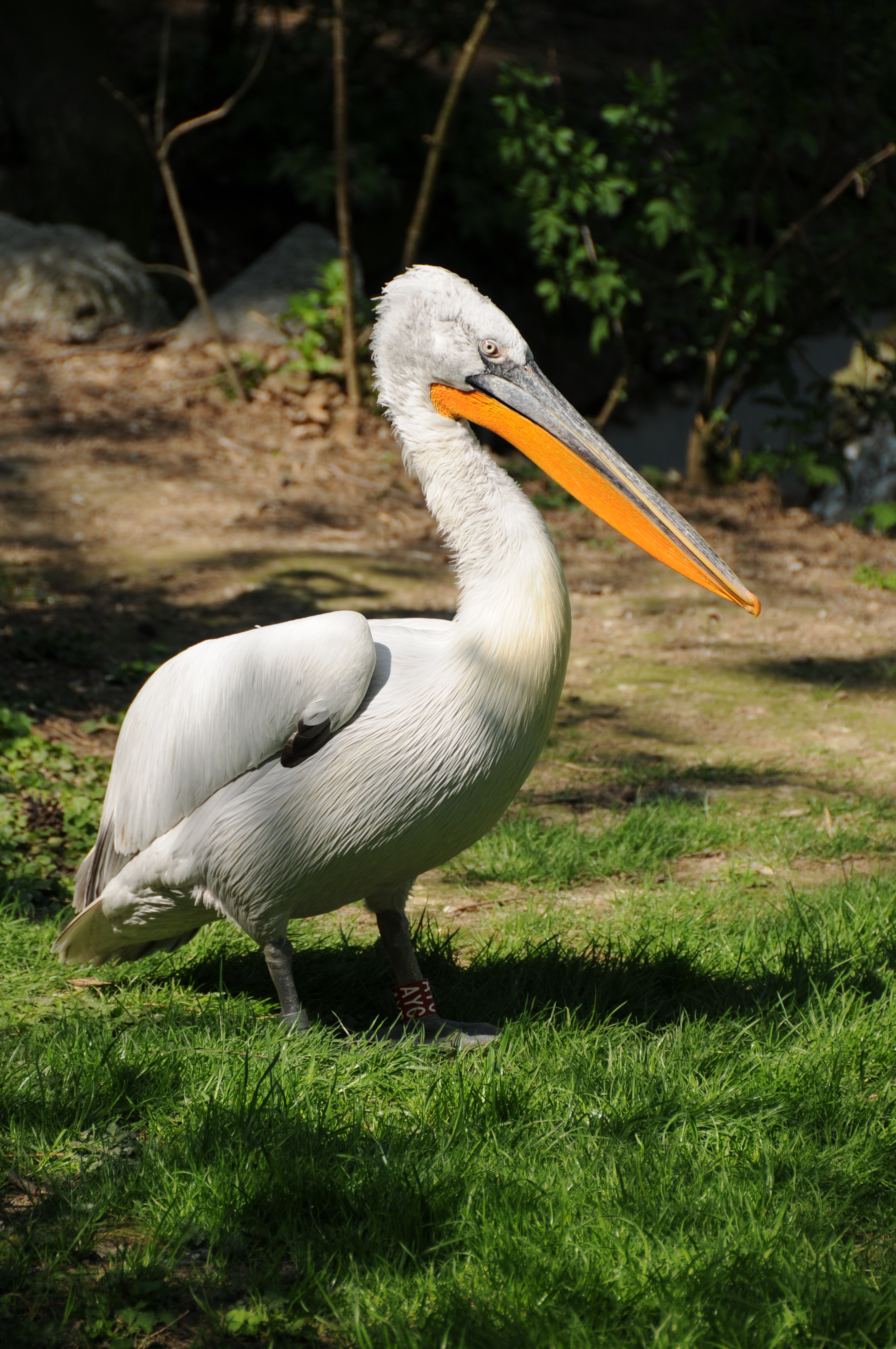
Лагуна Каравастая является домом для кудрявого пеликана

Лагуна расположена в западной части Албании примерно в 20 километрах к западу от города Люшня между устьями рек Шкумбини и Семани. Лагуна занимает площадь около 45 м². Максимальная глубина — 1,3 м, средняя глубина — 0,7 м. Лагуна отрезана от Адриатического моря, длинной песчаной косой. Берега болотистые. Есть несколько песчаных островков. Лагуну окружают сосновые леса.
Лагуна славится тем, что является местом гнездовья редкого кудрявого пеликана. Около 5 % его мировой популяции обитает в этой лагуне. Они строят гнезда только на острове Пеликан в этой лагуне. Лагуна также является местом гнездования более 1300 видов птиц, среди которых малая крачка, большой баклан, малый баклан и луговая тиркушка.
С 29 ноября лагуна Каравастая находится в списке водно-болотных угодий международного значения (под номером 781). С 1994 года она является частью национального парка Дивьяка — Караваста площадью 222,302 км². В границах парка находятся несколько ресторанов. Расположенный на песчаной косе пляж пользуется популярностью среди туристов.
Поскольку кампании по дезинфекции приостановлены на длительное время, в этом районе очень активны комары. В 2014 году дезинфекционные кампании возобновились, и был инициирован национальный проект по реабилитации. Он включает мораторий на охоту и возобновление наблюдения за птицами.